# Кипарска музика
Кипарска музика обухвата разноврсне традиционалне жанрове, западну класичну музику и западну популарну музику. Кипарска традиционална музика слична је традиционалној музици Грчке, а највише подсећа на Нисиотику – песме и игре Егејских острва. Она укључује игре као што су суста, сиртос, балос, тација, антикристос, арабије, кароцерис, синалик, ћители, зајбекико и мандра плес.

## Историја

### Средњовековна музика
Кипар је током историје више пута мењао владаре пре средњег века и био је значајно упориште хришћанства и западноевропске цивилизације током крсташких ратова. Његов врхунац као културне престонице Европе догодио се у периоду од 1359. до 1432. године. Током тог периода, Петар I Кипарски је предводио трогодишњи обилазак Европе, а његова пратња музичара толико је задивила Шарла V у Ремсу да им је доделио 80 златних франака. По повратку на Кипар, Петар I је са собом донео француске музичке стилове Ars Nova и, касније, Ars Subtilior. Француски музичари су се усталили на Кипру, а Никозија је постала центар стила Ars Subtilior. Јанус I је сведочио развоју кипарске музике у посебан музички израз. Његова ћерка, Ана Кипарска, донела је, након удаје за Луја, војводе од Савоја, рукопис који је садржавао 159 фолија са преко двеста полифоних композиција, како сакралних, тако и световних. Овај рукопис данас се налази у збирци Националне библиотеке у Торину.

### Ренесансна музика
Кључна личност тог периода био је Јеронимос Трагодистис (грч. Ιερώνυμος Τραγωδιστής), кипарски ученик Ђозефа Зарлина, који је стварао око 1550–1560. године. Између осталог, предложио је систем који је омогућавао средњовековном византијском појању да одговара савременим контрапунктним праксама путем кантуса. Један од његових рукописа налази се у библиотеци манастира Светог Игњатија на Лезбосу.

### Византијска музика
Музика острва такође је под утицајем византијске музике. Атанаисиос Димитриадис, познат као Касаветис, био је кипарски ђакон у Цариграду када је васељенски патријарх Цариграда био његов ујак Јерасимос (1794–1797). Његова световна песма која тугује због смрти и њеног преференцијалног односа према младима, коју је написао и ставио у музику, сачувана је у збирци Никифора Нафтунијариса. Хрисантој из Мадитоса, Григорије Протопсалт и Хурмозије Архивист били су одговорни за реформу нотације грчке црквене музике. Овај рад се састојао од поједностављења византијских музичких симбола који су, до почетка 19. века, постали толико сложени и технички да су их могли правилно тумачити само високо обучени певачи.

## Недавна и актуелна музичка сцена

### Традиционална музика
Традиционална музика Кипра слична је традиционалној музици Грчке и укључује игре као што су тација, суста, сиртос, балос, зајбекико, кароцерис, синалик, ћители, арабије, мандра плес и карсилама свите. За разлику од Грчке и Турске, постоје свите од пет карсилама игара, различите за мушкарце и жене, од којих неке имају ритам различит од стандардног 9/8. Пета карсилама игра такође је позната као балос за мушке и женске свите. Традиционална кипарска музика – као и грчка и турска традиционална музика – је модална, заснована на музичким системима византијског екаса / турског макама. И Грци и Турци са Кипра користе виолу као главни солистички инструмент, уз пратњу лауте. Такође се користе тамбуција и питкиавлин. До почетка 20. века, гоч и зурлу користиле су обе заједнице (иако углавном Турци са Кипра) на сеоским фестивалима и свадбама, али су касније ови инструменти искључени из звукова грчког кипарског музичког спектра. Други инструмент који се раније свирао на Кипру био је тамбурас, који је у Грчкој познат као „пандура” или „трихордо” (инструмент са три жице). Познати извођачи грчке кипарске народне музике укључују певаче Теодулоса Калиникоса, Михаила Терликас, Христоса Сикиса, Михаила Хаџимихаила и Илију Кулумија. Љиатиста (грчки кипарски: τσιαττιστά, „песма из љутње”) је импровизовано антиfонално певање које подсећа на критску мантиниаду, а користи се за изражавање широког спектра тема као што су сатира, љубав, жалост итд. Грчко-кипарска народна музика је највише повезана са Нисиотиком (народна музика Егејских острва), а посебно са музиком Додеканеза. Традиционална музика Кипра такође је у великој мери под утицајем музике Грка из Мале Азије.
Покушаји да се традиционална музика популаризује или састави са другим жанровима датирају од 1970-их. На пример, познати певач и композитор традиционалне кипарске и популарне музике на Кипру и у Грчкој је Михаил Виоларис. Други пример је бенд Monsieur Doumani, кипарски бенд из Никозије који се фокусира на развој кипарске традиционалне музике и обраду традиционалних кипарских народних песама.

### Западна класична музика
Република Кипар има свој симфонијски оркестар, Кипарски симфонијски оркестар, професионални оркестар основан 1987. године (као Кипарски камерни оркестар) заједно са Кипарским омладинским симфонијским оркестром и музичком школом која пружа образовање и музичку обуку младим музичарима свих нивоа. Ове институције су под окриљем Фондације Кипарског симфонијског оркестра која је у потпуности субвенционисана и надгледана од стране Министарства образовања и културе.
Кипарски музичари и извођачи класичне музике укључују пијанисте Кипријана Кацариса и Мартина Тирима, као и пијанисту и музиколога Солона Хаџисоломоса.
Познати композитори укључују:
- Николаса Економоуа
- Мариоса Јоану Елиа
- Јаниса Киријакидиса (рођен 1969), Кипар–Низоземска
- Солона Михаилидиса (1905–1979), Кипар–Грчка
- Џорџа Калиса, Кипар–САД
- Андреаса Г. Орфанидеса
- Саваса Саву
- Андиса Скордиса

### Западна популарна музика

#### Рок и хеви метал музика
Историја рок и хеви метал музике на Кипру почиње неколико година након рата 1974. године, током касних 1970-их. Ово раздобље је познато као Прва рок ера Кипра. Један од пионтира кипарске рок/метал сцене био је Ким Николаоу, оснивач бенда познатог као Kimstyle TR (TR означава Teenage Revolution). Овај бенд је био први који је на Кипар донео и представио рок наступе уживо. Први поп/рок сингл бенда носио је назив The Lady & The Parrot, који је био толико испред свог времена, према стандардима Грчке и Кипра, да су речи у песми сматране увредљивим, због чега је сингл забранила CyBC телевизија, а копије су биле спаљене од стране царинских власти. Ово је инспирисало многе тинејџере да почну формирати бендове, што је довело до такмичења међу њима у биоскопима. Kimstyle и Ким Николаоуов Rock & Reggae шоу (први такве врсте који је био емитован на телевизији CyBC), који су касније утицали на групу Armageddon средином 1980-их, са својим традиционалним хеви метал звуком, сматрају се као бенд који је одвео рок музику на острву корак даље. Данас, они су више усмерени на прогресивнији правац метала.
Током раних 1990-их, Godblood је започео локалну блек метал сцену, најпре као школски бенд, а касније наставио са својом малом издавачком кућом Throne Productions. Бенд се распао, а само неки се сећају неких наступа које су имали на Кипру са бендовима са грчке сцене као што је Rotting Christ, као и интернационалног фестивала у Израелу крајем 1990-их. У хеви/пауер металу постојали су бендови велике вредности као што су Diphtheria и касније Arryan Path који су водили жанр.
Такође, током тог периода било је неколико активних треш метал бендова који су давали одличне живе наступе, као што су Regicide и касније Scotoma. 1990-е су биле веома активан период за сцену уопште.
Неколико популарних рок бендова на Кипру укључују Akoustikoi Epivates (основан од стране фронтмена Вирона Потсоса), lopodytes, Savvas Isovitis (самостални извођач и гитариста), By Accident, Katadotes (Καταδότες), Full Volume, Quadraphonic, Johnny & the Liars (панк/алтернативни рок), Maenads, Forty Plus, Triple Jam, и Krokes (оба грчка рок бенда), Ophiochus (инструментални фанк/рок), Isaac's Cello (психоделични/експериментални рок).
Активни бендови из 2000-их, који су имали издања и/или наступе уживо (неколико њих се појавило и у часописима и на веб страницама широм света) укључују:
- Arkhon[8]
- BLACK ANIS
- Blynd[9]
- Methysos[10]
- Quadrophonic[11]
- Sonik Death Monkey[12]
- Stormcast[13]
- Winter's Verge[14]

Током овог периода, на Кипру је дошло до великог пораста броја концерата различитих величина и музичких праваца. То је довело до долазака неких од најпознатијих грчких метал бендова као што су Rotting Christ, SepticFlesh, Crossover, Nightfall, Ravencult, и W.E.B., као и интернационалних извођача попут Anathema и Sepultura, који су наступали на Кипру.

#### Светска музика
Један од најуспешнијих и најпризнатијих светских музичких састава на Кипру је Monsieur Doumani. Састав је формиран у Никозији 2012. године и издао је два албума: Grippy Grappa (2013) и Sikoses (2015). Бенд се фокусира на јединствени карактер кипарске народне музике, обогаћујући традиционалне песме новим аранжманима, мелодијама, ритмовима и звуковима, стварајући стил који је карактеристичан само за њих. Њихова музика је мешавина традиционалних елемената и модерних жанрова. Њихов репертоар такође укључује сопствене композиције на кипарском грчком дијалекту, које су инспирисане савременим кипарским друштвом, као што је, на пример, недавна финансијска криза која је погодила острво и корумпирани политички систем. Monsieur Doumani је био номинован за награду „Најбољи нови извођач“ на Songlines Music Awards 2014. године и учествовао је на познатим фестивалима широм света, као што су WOMAD Charlton Park 2014, Sommarscen Malmö, Songlines Encounters Festival и други.

#### Електронска музика
2008. године електронска музичка група Mikros Kosmos (мали свет) стигла је на Кипар и снимала свој први албум у Никозији. Њихови први наступи представљали су уживо ремиксе за лаптоп и вокал класичних грчких ребетика, уз наступе на Golden Festival у Њујорку и другим местима у Сједињеним Америчким Државама.

## Фестивали
- Kypria Festival
- Pafos Aphrodite Festival (међународни оперски фестивал у Пафосу)
- Међународни музички фестивал на амфитеатру Курион.
- Током пролећних месеци априла и маја, Bellapais Abbey (Лузињански манастир из 13. века у Керинеји) домаћин је чувених музичара из целог света.
- Саламис у Фамагусти је још једно историјско место на Кипру које се користи за концерте.
- Reggae Sunjam festival са локалним и међународним уметницима (одржава се једном годишње током лета).